# Diego Cerón
Diego Andrés Cerón Silva (n. Chile, 15 de septiembre de 1991) es un futbolista chileno que juega como defensa y su equipo actual es Santiago Morning de la Primera B Chilena.

## Trayectoria
Fue formado en las inferiores de Cobresal, en el año 2010 hace su debut en el profesionalismo, en el año 2011 es cedido a San Antonio Unido, en el cual permanece durante un año, en el año 2012 regresa a Cobresal, para el año siguiente nuevamente ser enviado a préstamo a Malleco Unido por un año, volviendo a Cobresal el 2014. Al comenzar el segundo semestre del año 2016, es cedido a Santiago Morning, donde juega hasta 2021. En 2022 llega a San Marcos de Arica .

## Clubes
| Club                | País  | Año       |
| ------------------- | ----- | --------- |
| Cobresal            | Chile | 2010      |
| San Antonio Unido   | Chile | 2011      |
| Cobresal            | Chile | 2012      |
| Malleco Unido       | Chile | 2013      |
| Cobresal            | Chile | 2014-2016 |
| Santiago Morning    | Chile | 2016-2021 |
| San Marcos de Arica | Chile | 2022      |
| Santiago Morning    | Chile | 2023-2024 |
| Deportes Rengo      | Chile | 2025      |
| Santiago Morning    | Chile | 2025-act. |

## Palmarés

### Campeonatos nacionales
| Título           | Club                | País  | Año    |
| ---------------- | ------------------- | ----- | ------ |
| Primera División | Cobresal            | Chile | 2015-C |
| Segunda División | San Marcos de Arica | Chile | 2022   |